# Corbelle (Orense)
Corbelle (llamada oficialmente Santa María de Corvelle) es una parroquia y un lugar español del municipio de Bande, en la provincia de Orense, Galicia.

## Toponimia
La parroquia también es conocida por el nombre de Santa María de Corbelle.

## Organización territorial
La parroquia está formada por dos entidades de población:
- Corvelle
- Pereira

## Demografía

### Parroquia
| Gráfica de evolución demográfica de Corbelle (parroquia) entre 2000 y 2021 |
|                                                                            |
| Datos según el nomenclátor publicado por el INE.                           |

### Lugar
| Gráfica de evolución demográfica de Corvelle (lugar) entre 2000 y 2021 |
|                                                                        |
| Datos según el nomenclátor publicado por el INE.                       |